# KF Naftëtari Kuçovë
Klubi Futbollit Naftëtari Kuçovë is een Albanese voetbalclub uit Kuçovë. De club komt veelal uit in de Kategoria e Dytë.
Groep A (noord): Adriatiku · Albanët · Basania · Besëlidhja · Gramshi · Luzi · Murlani · Naftëtari · Sopoti · Tërbuni · Veleçiku

Groep B (zuid): Butrinti · Delvina · Devolli · Këlcyra · Luftëtari · Maliqi · Memaliaj · Oriku · Shkumbini · Tomori · Turbina ·